# ايمانويل إسبينوزا
ايمانويل إسبينوزا (بالإسبانية: Emmanuel Espinosa)‏ هو مغني مكسيكي، ولد في 5 ديسمبر 1975 في ارموسييو سونورا في المكسيك.